# José Maria Nunes Marques
José Maria Nunes Marques (Salvador, 9 de março de 1931 — Lençóis, 5 de julho de 2009) foi um educador e poeta era graduado em Direito pela Universidade Federal da Bahia (UFBA) e foi casado com Zélia Caribé Nunes Marques por mais de 50 anos. Foi o primeiro diretor da Faculdade Estadual de Educação de Feira de Santana (FEFS), em 1968, assumindo em seguida o cargo de secretário de educação e cultura de Feira de Santana, em 1971, sendo também um dos fundadores e um dos ex-reitores da Universidade Estadual de Feira de Santana (UEFS), cargo que assumiu por dois mandatos consecutivos no período correspondente entre 1979 e 1987.
Após ser acometido pela doença de Alzheimer, sua esposa e suas quatro filhas editaram alguns livros com poesias, crônicas, artigos e diversos textos produzidos por José Maria durante sua vida como educador. Primeiramente, foi lançada uma coletânea de crônicas denominado A Magia do Silêncio e, em seguida, a obra O Eu Lírico, um livro de poesias. Em 2007, foi lançada a obra Educar: Sua Vida, Seu Trabalho, onde é descrita parte da história da educação em Feira de Santana.